# Josephus Anthonius Aloysius Straman

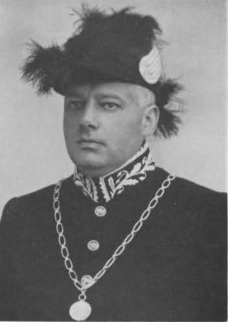
Burgemeester J.A.A. Straman

Josephus Anthonius Aloysius Straman (Delft, 2 juni 1890 - Den Haag, 30 december 1938) was een Nederlands burgemeester.
Hij was zoon van apotheker Christiaan Maria Josephus Aloysius Straman en Augusta Hermina Koopmans. Hij was getrouwd met Marie Eilsa Félice Neujean uit Roermond. Hij was ridder in de Orde van Oranje-Nassau.
In eerste instantie zag het ernaar uit dat hij zou gaan voor een priesterschap, maar moest van zijn ouders eerst de Hogere Burgerschool afronden. Hij maakte die school echter niet af, maar ging verder leren aan Instituut Bouscholte in Den Haag. Daarna ging hij het leger in, werd officier en zwaaide af. Hij werd vervolgens volontair bij de secretarie van Wateringen en Waddinxveen. Van 1915 tot 1920 was hij werkzaam als (adjunct-)commies in Delft.
Hij was van november 1920 tot aan zijn dood burgemeester van Ouder-Amstel. Gedurende zijn leven was hij ook bestuurslid van allerlei verenigingen zoals van de Amsterdamsche Golfclub.
Hij overleed in een ziekenhuis in Den Haag op 48-jarige leeftijd. Anderhalve maand eerder was hij juist herbenoemd. Hij werd begraven op het kerkhof behorende bij de Sint-Urbanuskerk te Ouderkerk aan de Amstel, dorp in de gemeente Ouder-Amstel.
De naar hem vernoemde Burgemeester Stramanweg kreeg in 1939 haar naam in Ouder-Amstel; de verlenging van die weg in Amsterdam-Zuidoost kreeg in 1977 haar naam. In 2018 vernoemde Amsterdam nog een viaduct in de genoemde weg naar hem: Burgemeester Stramanbrug.